# سپیده‌دم (آلبوم)
سپیده دم نام مشهورترین آهنگ و آلبوم جواد یساری است. سعید خوشرو ترانه‌سرای این آهنگ و سعید مهناویان آهنگساز آن است.. این آهنگ را  خوانندگان دیگری هم بازخوانی کرده‌اند.

## بازخوانی‌ها

### مهستی
مشهورترین بازخوانی این ترانه با صدای مهستی است و بسیاری حتی این آهنگ را اولین‌بار با صدای مهستی شنیده‌اند. آهنگ سپیده دم مهستی اولین آهنگ در آلبومی به همین نام است.
آهنگ سپیده دم که توسط ویگن اجرا شده است، ارتباطی با "سپیده دم" خوانده شده توسط جواد یساری ندارد.

### فریده
جدیدترین بازخوانی این آهنگ را خواننده‌ای به نام فریده در آلبومی با نام بی‌پناه انجام داده‌است. این آهنگ با استفاده از تکنیک‌های جدید موسیقایی و با سبکی جوان‌پسند تنظیم شده‌است.